# Jean Chardin

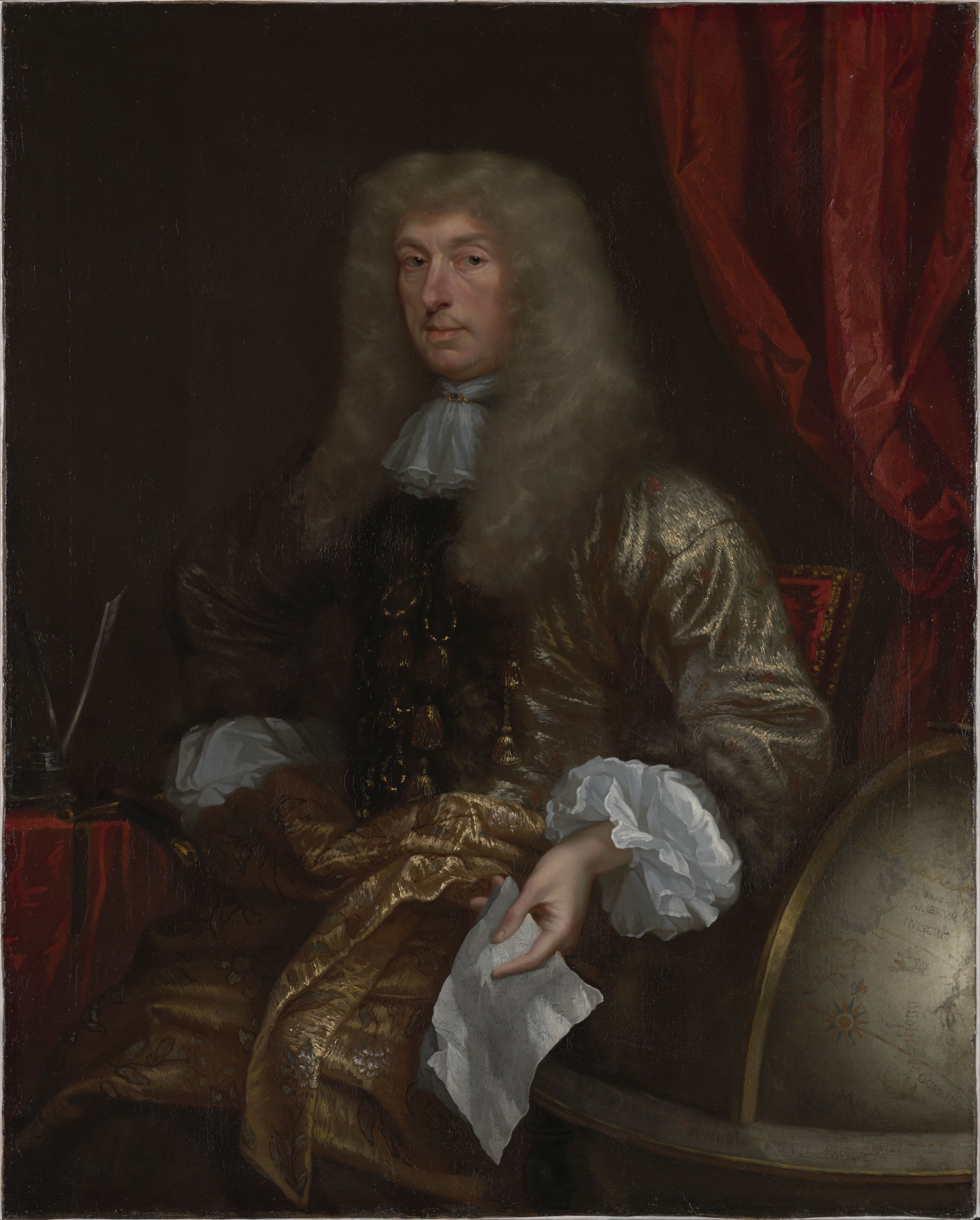
Jean Chardin, um 1690

Sir Jean Chardin (engl. John Chardin, * 26. November 1643 in Paris; † 26. Januar 1713 in Chiswick bei London) war ein französischer Forschungsreisender, der insbesondere den Vorderen Orient bereiste. Seine Eltern waren Hugenotten (Protestanten): Jean Chardin, Juwelier an der Place Dauphine in Paris und Anteilseigner an der französischen Ostindienkompanie und dessen Ehefrau Jenny Ghiselin.

## Leben und Wirken
Als Sohn eines Juweliers hatte er eine ausgezeichnete Bildung genossen und ebenfalls den Beruf seines Vaters erlernt. So konnte er bereits als 21-Jähriger 1664 mit einem Kaufmann aus Lyon über die Türkei, das Schwarze Meer (Krim) und Armenien nach Persien reisen. In Isfahan erfreute er sich der Gunst von Schah Abbas II, der ihm einen Auftrag für die Fertigung eines Schmuckstücks erteilte. Als dieser dann 1666 starb, wurde Chardin Zeuge der Krönung seines Sohnes Schah Safi II., der ihn zum Hofjuwelier und Edelsteinhändler ernannte. In der Zeit seines Persienaufenthaltes bereiste Chardin zweimal die Ruinen von Persepolis und unternahm auch eine Reise nach Indien. 1670 ging er nach sechs Jahren mit einer reichen Sammlung für Erd- und Altertumskunde nach Frankreich zurück. Er veröffentlichte 1671 einen Bericht über die Krönungsfeierlichkeiten. In Paris sah er sich jedoch zahlreichen Verfolgungen ausgesetzt, da er protestantischen Glaubens war. Dies veranlasste ihn, zum zweiten Mal nach Asien zu gehen. 1673 erreichte er Isfahan, wo er mehrere Jahre blieb. Von dort reiste er noch einmal nach Indien, bevor er 1677 über das Kap der Guten Hoffnung mit neuen Sammlungen dann endgültig nach Europa zurückkehrte, wo er sich 1681 mit seiner Familie in London niederließ. König Karl II. schlug ihn 1681 zum Knight Bachelor („Sir“) und sandte ihn als Bevollmächtigten der Englischen Ostindienkompanie nach Holland.
Chardin wurde auf Vorschlag von Sir Christopher Wren 1682 als Mitglied („Fellow“) in die Royal Society gewählt, jedoch am 22. Juli 1685 wieder ausgeschlossen, da er seinen Beitrag nicht bezahlt hatte. Er starb am 26. Januar 1713 in Turnham Green, Middlesex, in der Nähe von London. Er wurde in der Chiswick Church in Middlesex bestattet.

## Familie
Chardin war verheiratet mit Esther de Lardinière Peigne, Tochter eines Ratsherrn in Rouen, die mit ihm nach London zog. Das Paar hatte vier Söhne und drei Töchter. Sein ältester Sohn John wurde zum Baronet erhoben, starb aber unverheiratet und der Titel erlosch wieder. Erbe wurde Chardins Neffe Sir Philip Musgrave, 6. Baronet. Die Töchter heirateten:
- Julia ⚭ 1711 Sir Christopher Musgrave
- Elisabeth (* 1684) ⚭ Charles Perry aus Wokefield
- Jean ⚭ Henry le Coq St. Legeraus Shinfield

## Werke
- Journal du voyage du Chevalier Chardin en Perse et aux Indes Orientales, par la Mer Noire et par la Colchide. Qui contient Le Voyage de Paris à Ispahan. - 1686.[4] (London, 1686). Diese Ausgabe war so bemerkenswert, dass sie bereits ein Jahr darauf in einer deutschen Übersetzung erschien (Des vortrefflichen Ritters Chardin, des grossen Königs in Persien Hoff-Handelsmanns/Curieuse Persian- und Ost-Indische Reise-Beschreibung[5], Leipzig, 1687).

Seine gesamten Reisen in 10 Bänden erschienen 1711: Voyages de monsieur le chevalier Chardin en Perse et autres lieux de l’Orient. Chardin gibt eine detaillierte und objektive Beschreibung der Persischen Gesellschaft, die auf einer ernsthaften Erforschung beruht sowie seiner Kenntnis der Sprache und Literatur. Er genießt noch heute den Ruf als einer der best informierten europäischen Beobachter in Persien zur Zeit der Safaviden.